# Gabriel Kolenda
Gabriel Kolenda OSBM, herbu Bełty (ok. 1606, zm. 11 lutego 1674 w Supraślu) – unicki (greckokatolicki) działacz religijny Rzeczypospolitej, metropolita kijowski (od 1665), administrator diecezji łucko-ostrogskiej (od 1668).

## Życiorys
W 1626 r. wstąpił do unickiego zakonu bazylianów. Jako kleryk uczył się na akademiach w Braniewie (1627–1630), Wiedniu i Rzymie (1633–1639). W 1636 roku studiował w Kolegium Greckim w Rzymie. W 1633 r. wyświęcony na prezbitera. W latach 1642–1655 pełnił funkcję koadiutora przy metropolicie unickim Antonim Sielawie, natomiast od 1653 był koadiutorem biskupstwa połockiego. W 1655 wybrany na arcybiskupa połockiego oraz na czasowego administratora metropolii kijowskiej. Funkcję tę pełnił do 1665 r., kiedy zatwierdzony został na funkcję metropolity. W latach 1666–1674 był protoarchimandrytą (generałem) zakonu bazylianów. Od 1655 r. aż do swojej śmierci pełnił funkcję archimandryty klasztoru Bazylianów w Supraślu. Na skutek wojny toczącej się w latach 1654–1667, ukrywał się przed Kozakami oraz Szwedami. Starał się doprowadzać do przechodzenia do Kościoła unickiego parafii i klasztorów prawosławnych. Kolenda rozpowszechniał kult Jozafata Kuncewicza – władyki połockiego, jednego z najbardziej zagorzałych propagatorów unii kościelnej, zamordowanego w 1623 przez prawosławnych mieszkańców Witebska. W 1655 r. uchodząc z metropolitą Antonim Sielawą z Połocka, zabrali sarkofag z relikwiami męczennika i na 10 lat pozostawili w klasztorze w Supraślu, którego Gabryiel Kolenda był archimandrytą. W 1668 r. został mianowany administratorem unickiej diecezji łucko-ostrogskiej. Jako metropolita znany był ze śmiałych wypowiedzi nasiąkniętych duchem kontrreformacyjnym. Pragnął narzucić unię mieszczanom witebskim z powodu zamordowania w tym mieście Jozafata Kuncewicza. Był elektorem Michała Korybuta Wiśniowieckiego w 1669 roku z województwa wileńskiego, podpisał jego pacta conventa. W 1670 r. grzmiał na rajców Witebska za dozwolenie na wybudowanie za miastem (na prywatnej ziemi pisarza miejskiego), świątyni prawosławnej. Pisał wówczas: „Jeśli tedy nie przestaniecie tych schadzek i dum moskiewskich o schizmie, tedy przyjdzie mi się ująć o krew Błogosławionego Jozafata, która z Województwa Witebskiego cała już była wykorzeniła schizmę”.
Domagał się również pełnej niezależności unitów. Protestował przeciwko próbom podporządkowania Cerkwi unickiej episkopatowi rzymskokatolickiemu w Polsce. Domagał się też zakazu pobierania przez łacinników dziesięciny od unitów. Uwolnił też wiele unickich klasztorów spod władzy prowincji zakonnych, tworząc z nich klasztory autonomiczne (archimandrie) podległe władzy metropolity. Na kapitule bazylianów w Supraślu w 1661 r. ogłosił siebie protoarchimandrytą (generałem) tego zakonu. Ponownie wybrany na głowę zgromadzenia na kapitule w Brześciu w 1666 r. Usamodzielnienie kilku klasztorów bazyliańskich wywołało wewnętrzny konflikt w episkopacie unickim.